# Gorge (filla d'Eneu)
Segons la mitologia grega, Gorge (en grec antic: Γόργη, 'Gorgué') va ser una filla d'Eneu, rei de Calidó, i d'Altea. Era germana de Melèagre.
Es va casar amb Andrèmon i va ser la mare de Toant. Segons una llegenda, havia tingut un fill, Tideu, amb el seu propi pare. Amb la seva germana Deianira, que segons alguns autors era filla de Dionís, va poder fugir de la metamorfosi que va convertir les filles de Melèagre, en perdius.